# Hommert (Nederland)
Hommert (Limburgs: De Hómmert of De Hoemert) is een buurtschap van Vaesrade in de gemeente Beekdaelen in de Nederlandse provincie Limburg, ligt nog voor een klein deel in Hoensbroek in de gemeente Heerlen, aan de overkant van de Randweg en de Patersweg. Het gehucht ligt tussen Vaesrade, Amstenrade, Brunssum en Hoensbroek (gemeente Heerlen).  Hommert behoorde tot 1982 tot de toenmalige gemeente Amstenrade.
Alle wegen in de buurtschap hebben namen met de naam van de buurtschap erin verwerkt: Hommerterweg, Hommerterveldweg, Hommertergats en Hommerterallee. De belangrijkste verkeersweg is de Hommerterweg, de verbindingsweg tussen Geleen en Hoensbroek. De Hommerterweg beslaat voor een belangrijk deel de voormalige provinciale weg 582 (N582). In 2006 werd het beheer van zowel de N581 als de N582 overgedragen aan de toenmalige gemeente Schinnen, waarmee de verschillende wegnummers vervielen.
Alleen het gedeelte dat bij het dorp Schinnen hoort heeft een eigen bebouwdekombord. De gedeelten die bij Amstenrade en Vaesrade horen, vallen onder de bebouwde kom van de respectievelijke plaatsen en hebben derhalve geen eigen kombord.
Net over de rand van de buurtschap staat de Onze-Lieve-Vrouw-Sterre-der-Zeekapel.